# Rajčany
Rajčany es un municipio del distrito de Topoľčany en la región de Nitra, Eslovaquia, con una población estimada a final del año 2024 de 528 habitantes.
Se encuentra ubicado al norte de la región, cerca del río Nitra (cuenca hidrográfica del Danubio) y de la frontera con las regiones de Trnava y Trenčín.

## Demografía
| Año        | 1994 | 2004    | 2014    | 2024    |
| ---------- | ---- | ------- | ------- | ------- |
| Población  | 562  | 574     | 547     | 528     |
| Diferencia |      | +2,13 % | −4,70 % | −3,47 % |

| Año        | 2023 | 2024 |
| ---------- | ---- | ---- |
| Población  | 528  | 528  |
| Diferencia |      | +0 % |